# Budanovits Mária
P. Budanovits Mária, Budánovits (Szabadka, 1889. augusztus 12. – Budapest, 1976. május 4.) opera-énekesnő (mezzoszoprán, alt), az Operaház örökös tagja, Palotay Árpád operaénekes, rendező felesége volt.

## Élete
Édesapját korán elvesztette, de a Brenner családnak (a későbbi Csáth Géza családjának) köszönhetően mentesült a gyermekkori nagyobb traumák alól. Édesanyja tanítónő volt. Gondtalanul élhetett és tanulhatott.
,,Azt, hogy idáig vittem, és bátorságom volt erre a pályára lépnem, kizárólag az én drága nevelőatyámnak, gyámomnak, istápolómnak, atyai legjobb barátomnak és tanácsadómnak, a még ma is friss erőben élő dr. Brenner József volt királyi főügyésznek köszönhetem. Ő tanított meg énekelni. Remek muzsikus, minden hangszeren ragyogóan játszik, értett hozzá, hogy már gyermekkoromban felébressze bennem a zene szeretetét, az ízlést, a helyes érzéket a jó s a rossz zene iránt, azt a természetes könnyedséget, hogy otthon érezzem magam a zene birodalmában.
 (interjú Kalangya 1943.)
1909 és 1914 között a Zeneakadémián tanult, Maleczky Bianka és Georg Anthes növendéke volt. Még be sem fejezte a tanulmányait, amikor 1914. május 7-én bemutatkozhatott a budapesti Operaházban, Verdi Trubadúrjában Azucénát énekelte. Énekesi tanulmányait Németországban folytatta.
1914 júniusában ösztöndíjas lett, az 1915–16-os évadtól 1954-ig a dalszínház egyik vezető énekese volt, elsősorban Verdi, Wagner, Bizet, Erkel műveinek avatott tolmácsolója volt. Mezzoszoprán szerepekre szakosították, de altját is nagyra becsülték a szakemberek. Mint oratórium-énekesnő is kiválónak bizonyult. Nyugdíjaztatása után énekpedagógiával is foglalkozott, tanítványai dicsérték szakmai felkészültségét.

## Szerepei
- Bizet: Carmen – címszerep
- Csajkoszkij: Jevgenyij Anyegin – Filipjevna
- Csajkovszkij: A pikk dáma – A grófnő
- Dohnányi Ernő: A tenor – Jenny
- Dohnányi Ernő: A vajda tornya – Emelka
- Erkel: Bánk bán – Gertrud
- Gluck: Orfeusz és Eurüdiké – Orfeusz
- Kodály: Székelyfonó – Szomszédasszony
- Julij Szerhijovics Mejtusz: Az Ifjú Gárda – Vera Vasziljevna
- Mozart: Figaro házassága – Marcellina
- Ponchielli: La Gioconda –
- Respighi: A láng – Endoxia
- Saint-Saëns: Sámson és Delila – Delila
- Richard Strauss: Salome – Heródiás
- Thomas: Mignon – címszerep
- Verdi: Rigoletto – Maddalena
- Verdi: La Traviata – Flora Bervoix
- Verdi: A trubadúr – Azucena
- Verdi: Álarcosbál – Ulrica
- Verdi: A végzet hatalma – Preziosilla
- Verdi: Aida – Amneris
- Verdi: Don Carlos – Eboli hercegnő
- Verdi: Falstaff – Mrs. Quickly; Mrs. Meg Page
- Wagner: Lohengrin – Ortrud
- Wagner: Trisztán és Izolda – Brangäne
- Wagner: A nürnbergi mesterdalnokok – Magdalena
- Wagner: A walkür – Fricka

## Jeles tanítványai
- Dárday Andor
- Fodor János
- Györgyfi József
- Jámbor László
- Joviczky József
- Laczkó Mária
- Losonczy György
- Mátyás Mária
- Nagypál László
- Osváth Júlia
- Palánkay Klára
- Rafael Márta
- Raskó Magda
- Rigó Magda
- Szilvássy Margit
- Zentai Anna

## Díjai, elismerései
- 1934 – A Magyar Királyi (Állami) Operaház örökös tagja
- 1951 – Érdemes művész
- 1954 – Szocialista munkáért érdemérem